# 금강계단

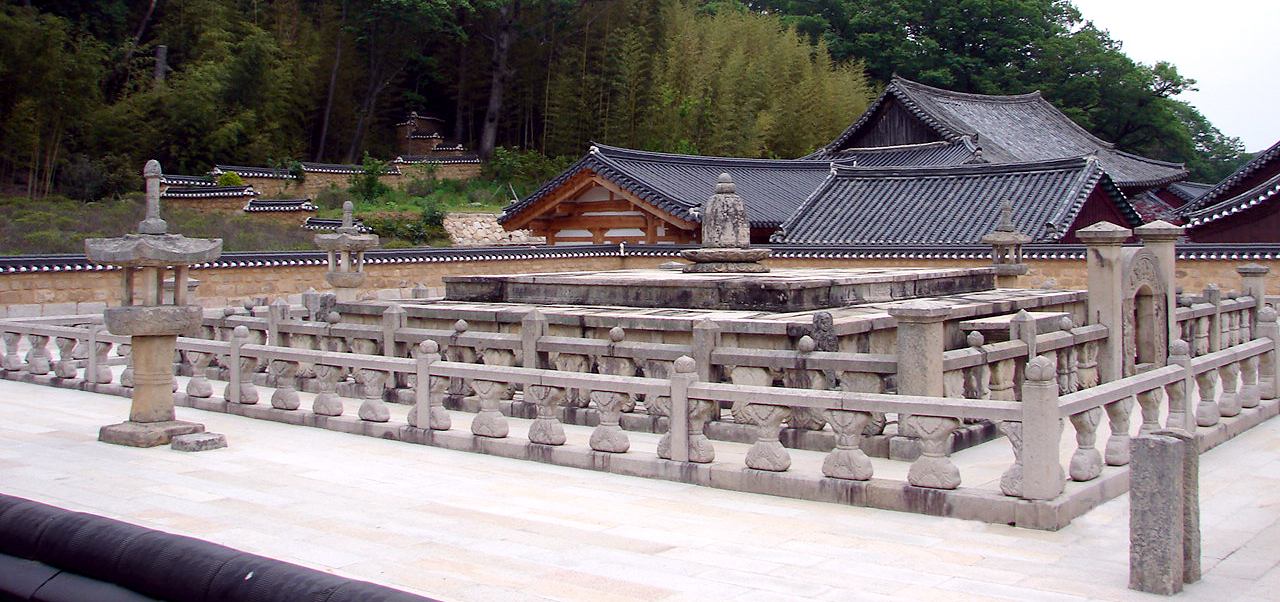
양산 통도사 금강계단

금강계단(金剛戒壇)은 부처님 진신사리를 모시고 수계의식(授戒儀式)을 진행하는 곳이다.

## 개요
'금강'은 무엇으로도 깨뜨릴 수 없는 가장 단단한 것을 말한다. '계'는 불자가 지켜야 할 생활규범이고, '단'은 의식을 진행하기 위해 높이 쌓아올린 곳이다. 즉 금강계단이란 금강처럼 무엇으로도 깨뜨릴 수 없는 계법을 전수하는 장소를 말한다.
금강계단은 인도에서부터 유래됐다. 의정(義淨)의 《대당서역구법고승전(大唐西域求法高僧傳)》을 보면 나란타사에 이 계단이 있다고 기록돼 있다. 또 형태와 크기, 중앙에 소탑(小塔) 존재, 소탑 안에 불사리 봉안 등이 묘사돼 있다.
한국에서는 당나라에서 부처님 사리를 얻어 귀국한 자장(慈藏) 율사가 양산 통도사에 최초로 이 계단을 만들었다. 이때 계단 형태를 알 수는 없으나 서역ㆍ중국의 법식에 따라서 부처님 사리는 계단의 중앙에 봉안하고 2단 정도의 단을 쌓았을 것으로 추정하고 있다.
금강계단 전면에는 적멸보궁이라는 편액을 건 전각을 건립한다. 그곳에는 불상을 봉안하지 않는 것이 특징이다. 그것은 금강계단에 부처님을 상징하는 부처님 사리가 봉안돼 있어 예배의 대상이 되기 때문이다.

## 문화재 지정
- 양산 통도사 대웅전 및 금강계단：국보 제290호
- 김제 금산사 금강계단：보물 제26호
- 달성 용연사 금강계단：보물 제539호
- 완주 안심사 금강계단：보물 제1434호

## 같이 보기
- 적멸보궁